# Рамазанов Магомед Ельдарович
Магомед Ельдарович Рамазанов (болг. Магомед Эльдарович Рамазанов; нар. 22 травня 1993, село Октябрське, Хасав'юртівський район, Дагестан) — російський та болгарський борець вільного стилю, чемпіон світу серед військовослужбовців, срібний призер чемпіонату Європи, володар Кубку світу, чемпіон Олімпійських ігор. Майстер спорту міжнародного класу.

## Життєпис
Народився в селі Октябрське, Хасав'юртівський район, Дагестан. Живе у Хасав'юрті.
Займався у Хайбули Абдулаєва та Абубакара Маджидова.
З 2015 року займається в училищі олімпійського резерву.
З вересня 2018 року займається під керівництвом тренера Євгена Іванова.
До 2021 року входив до збірної Росії. У її складі став срібним призером чемпіонату Європи (2020 — до 79 кг). У березні 2019 став переможцем Кубка світу в Якутську.
Триразовий бронзовий призер чемпіонату Росії — 2019 (Сочі), 2020 (Наро-Фомінськ), 2021 (Улан-Уде).
З 2024 року став членом збірної Болгарії. У її складі став олімпійським чемпіоном на Іграх 2024 року в Парижі.
Закінчив юридичний факультет Астраханського державного університету.

## Спортивні результати на міжнародних змаганнях

### Виступи на Олімпіадах
| Змагання                    | Збірна   | Вагова категорія          | Місце  |
| --------------------------- | -------- | ------------------------- | ------ |
| Літні Олімпійські ігри 2024 | Болгарія | вільна боротьба, до 86 кг | Золото |

### Виступи на Чемпіонатах Європи
| Змагання                         | Збірна   | Вагова категорія          | Місце  |
| -------------------------------- | -------- | ------------------------- | ------ |
| Чемпіонат Європи з боротьби 2020 | Росія    | вільна боротьба, до 79 кг | Срібло |
| Чемпіонат Європи з боротьби 2024 | Болгарія | вільна боротьба, до 86 кг | 8      |
| Чемпіонат Європи з боротьби 2025 | Болгарія | вільна боротьба, до 86 кг | Золото |

### Виступи на Кубках світу
| Змагання                    | Збірна | Вагова категорія | Місце  |
| --------------------------- | ------ | ---------------- | ------ |
| Кубок світу з боротьби 2019 | Росія  | команда          | Золото |

### Виступи на Чемпіонатах світу серед військовослужбовців
| Змагання                                                  | Збірна | Вагова категорія          | Місце  |
| --------------------------------------------------------- | ------ | ------------------------- | ------ |
| Чемпіонат світу з боротьби серед військовослужбовців 2018 | Росія  | вільна боротьба, до 86 кг | Золото |

### Виступи на інших змаганнях
| Змагання                                                      | Збірна   | Вагова категорія                | Місце  |
| ------------------------------------------------------------- | -------- | ------------------------------- | ------ |
| Турнір Олександра Медведя 2014                                | Росія    | вільна боротьба, до 70 кг       | 25     |
| Турнір Алі Алієва 2014                                        | Росія    | вільна боротьба, до 70 кг       | 8      |
| Турнір Олександра Медведя 2015                                | Росія    | вільна боротьба, до 74 кг       | 28     |
| Турнір Алі Алієва 2015                                        | Росія    | вільна боротьба, до 74 кг       | 20     |
| Кубок Рамзана Кадирова 2015                                   | Росія    | вільна боротьба, до 74 кг       | 5      |
| Інтерконтинентальний кубок з боротьби 2016                    | Росія    | вільна боротьба, до 74 кг       | Бронза |
| Турнір Алі Алієва 2017                                        | Росія    | вільна боротьба, до 74 кг       | Бронза |
| Інтерконтинентальний кубок з боротьби 2017                    | Росія    | вільна боротьба, до 74 кг       | 23     |
| Турнір Дана Колова — Николи Петрова 2018                      | Росія    | вільна боротьба, до 79 кг       | 8      |
| Турнір Г. Картозія і В. Балавадзе 2018                        | Росія    | вільна боротьба, до 79 кг       | Срібло |
| Відкритий чемпіонат Польщі з боротьби 2018                    | Росія    | вільна боротьба, до 79 кг       | Золото |
| Кубок Ахмата Кадирова 2018                                    | Росія    | команда                         | Срібло |
| Турнір Аланії з боротьби 2018                                 | Росія    | вільна боротьба, до 79 кг       | 5      |
| Турнір Алі Алієва 2019                                        | Росія    | вільна боротьба, до 79 кг       | Золото |
| Чемпіонат Росії з боротьби 2019                               | Росія    | вільна боротьба, до 86 кг       | Бронза |
| Турнір Олександра Медведя 2019                                | Росія    | вільна боротьба, до 79 кг       | Золото |
| Міжнародний турнір Дінмухамеда Кунаєва 2019                   | Росія    | вільна боротьба, до 79 кг       | Бронза |
| Кубок Алроси 2019                                             | Росія    | Multiple Style Event, до F86 кг | Золото |
| Кубок Алроси 2019                                             | Росія    | команда                         | Золото |
| Гран-прі «Іван Яригін» 2020                                   | Росія    | вільна боротьба, до 79 кг       | Золото |
| Чемпіонат Росії з боротьби 2020                               | Росія    | вільна боротьба, до 86 кг       | Бронза |
| Гран-прі Франції Анрі Деглана 2021                            | Росія    | вільна боротьба, до 86 кг       | Золото |
| Чемпіонат Росії з боротьби 2021                               | Росія    | вільна боротьба, до 86 кг       | Бронза |
| Турнір міста Сассарі з боротьби 2021                          | Росія    | вільна боротьба, до 86 кг       | Золото |
| Відкритий чемпіонат Загреба з боротьби 2024                   | Болгарія | вільна боротьба, до 86 кг       | Золото |
| Олімпійський кваліфікаційний турнір з боротьби 2024 (Баку)    | Болгарія | вільна боротьба, до 86 кг       | 6      |
| Олімпійський кваліфікаційний турнір з боротьби 2024 (Стамбул) | Болгарія | вільна боротьба, до 86 кг       | Золото |